# 阿巴德萊區

阿巴德萊區（阿拉伯语：‎），是阿爾及利亞的行政區，位於該國西部，由貝沙爾省負責管轄，首府設於阿巴德萊，面積12,100平方公里，1998年人口18,648，人口密度每平方公里1.5人。